# Visa pour l'image

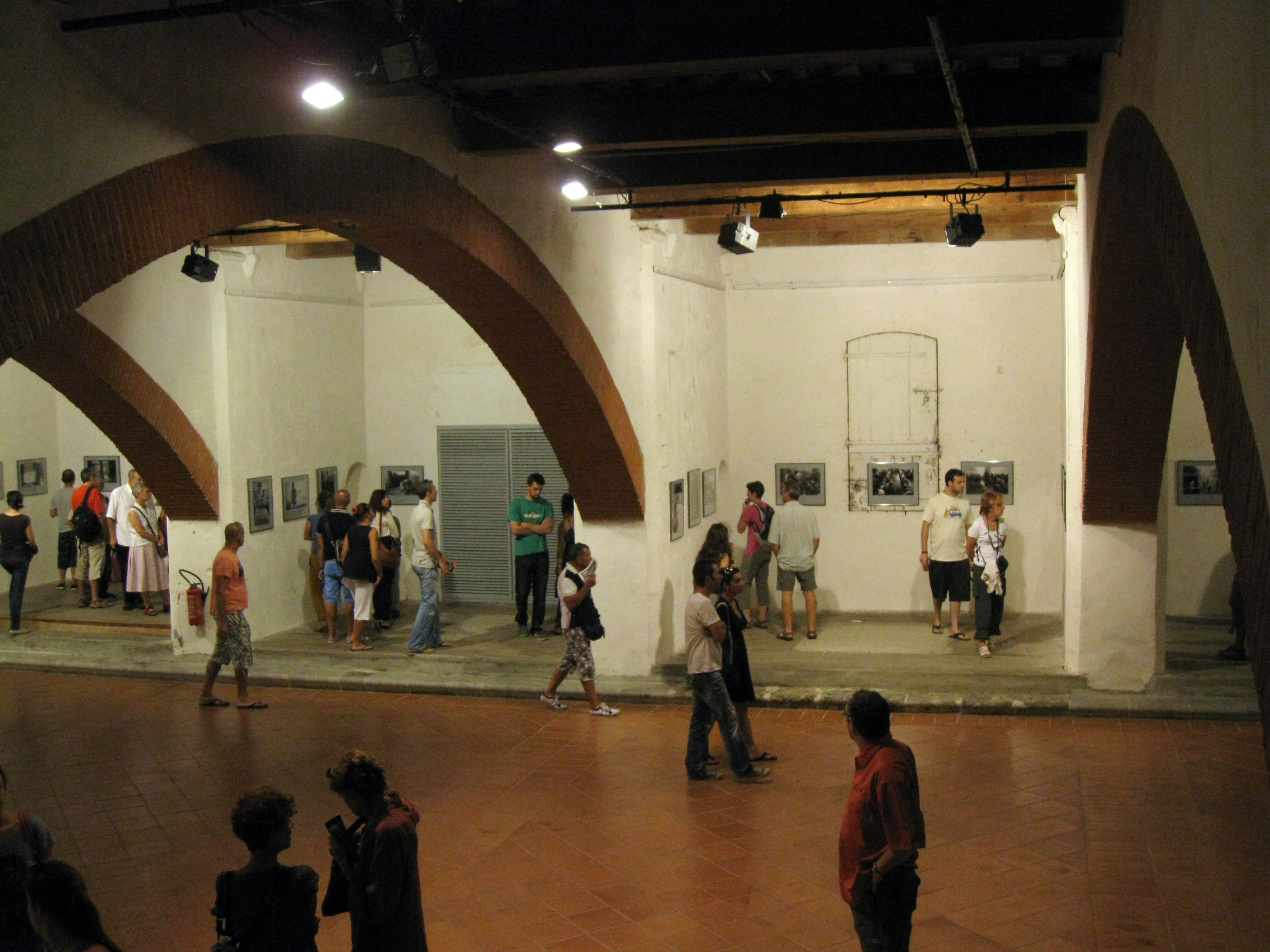
Výstava v rámci festivalu

Visa pour l'Image je mezinárodní fotografický festival fotožurnalistů založený v roce 1989, který se koná každoročně ve městě Perpignan, obvykle od konce srpna do poloviny září po dobu 15 dnů. Jedná se o hlavní a nejdůležitější festival novinářské fotografie ve Francii.
Tento festival nabízí nejen výstavy instalované po celém městě, ale také konference, mezinárodní setkání a uděluje prestižní ocenění fotografům z celého světa, odměňuje za nejlepší zprostředkování zpráv. Účastní se nejslavnější fotografové z celého světa, v historii to byli například Herb Ritts nebo Claude Gassian.

## Historie
Partneři akce jsou například společnosti Paris Match, Photo skupina Hachette Filipacchi stejně jako Francouzské ministerstvo kultury, místní partneři, akci podporuje historický partner - společnost Canon. Akci sponzorují fotografické laboratoře: Central Color, Dupon a e-Center.